# Croton mansfeldii
Espèce
Classification APG III (2009)
Croton mansfeldii est une espèce de plantes à fleurs du genre Croton et de la famille Euphorbiaceae présente en Haïti.